# Victoria Ohuruogu
Victoria Ohuruogu, född 28 februari 1993 i London, är en brittisk friidrottare med specialisering på 400 meter. Hon är syster till Christine Ohuruogu.

## Karriär
Victoria Ohuruogu ingick i det brittiska lag som tog brons på 4 x 400 meter vid VM 2022. Hon ingick också i det brittiska stafettlaget på 4x400 meter  tog brons vid OS 2024.